# Mosteiro de Ostrog
O Mosteiro de Ostrog é um mosteiro ortodoxo sérvio situado contra a parede rochosa vertical sobre o penhasco de Ostroska Greda, em Montenegro, que domina a planície Bjelopavlici. É dedicado a São Basílio de Ostrog (Sveti Vasilije Ostroški).
Foi fundado por Basílio de Ostrog, metropolitano de Herzegovina no século XVII, o mosteiro é o mais popular lugar de peregrinação em Montenegro. O corpo do santo, que morreu em 1671 e foi canonizado logo depois, está localizado num reliquiário colocado na igreja subterrânea dedicada à "Apresentação no Templo da Mãe de Deus".
A imagem atual do mosteiro é o resultado da reconstrução entre os anos de 1923-1926, depois de um incêndio que destruiu a maioria do complexo.
Os afrescos na Igreja da Apresentação foram pintados no fim do século XVII; outra, dedicada à Santa Cruz, foram feitas um pouco mais tarde pelo comandante Radul, que conseguiu integrá-los perfeitamente com as paredes ásperas da caverna.
Em volta da igreja estão localizadas as celas dos monges.

## Outras imagens

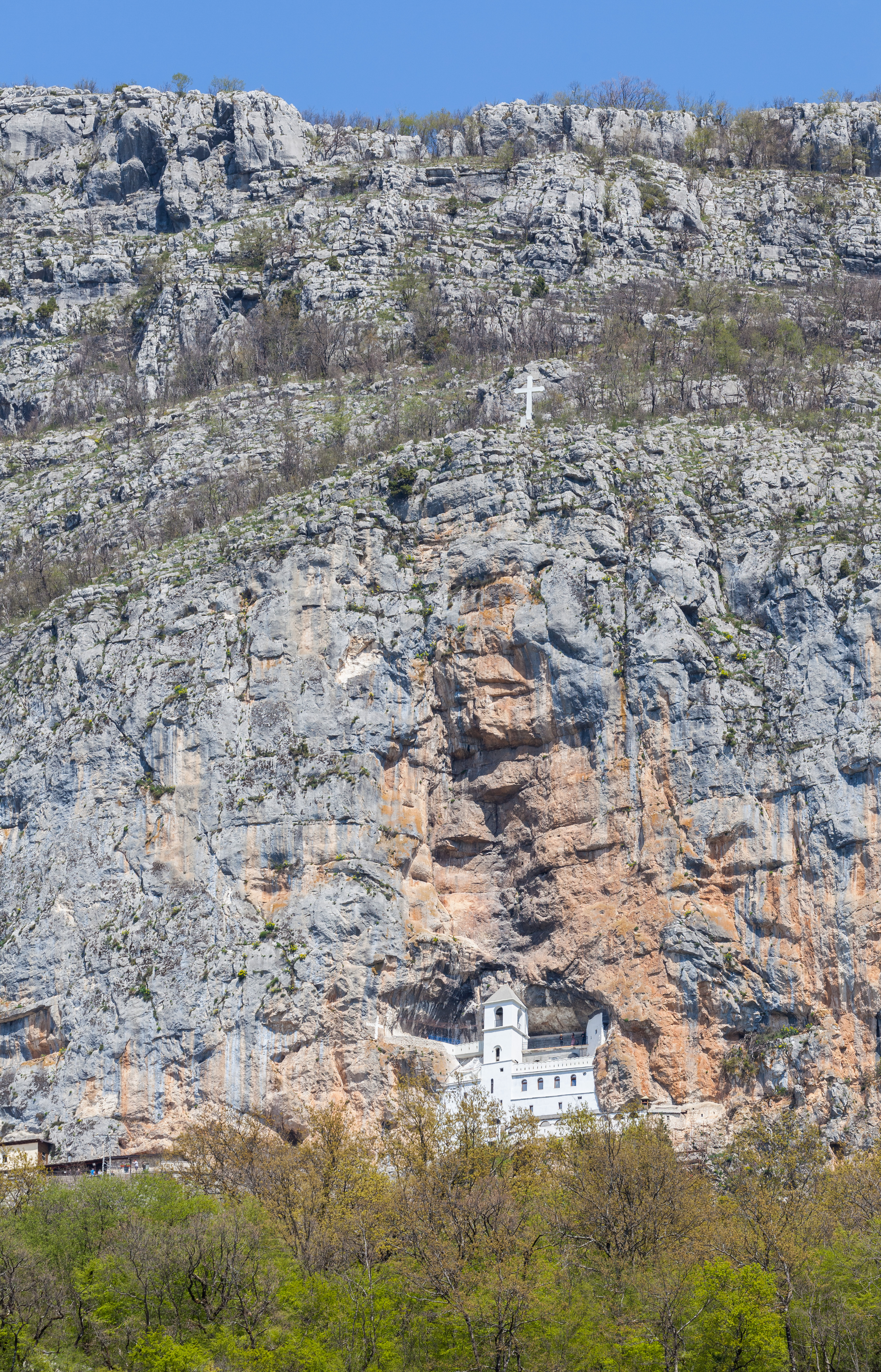
O mosteiro visto de longe.
O mosteiro no crepúsculo.